# ТЕС Даудканді
23°32′42″ пн. ш. 90°46′39″ сх. д. / 23.54500° пн. ш. 90.77750° сх. д.
ТЕС Даудканді — електрогенеруючий майданчик на сході Бангладеш, створений компанією Bangla Track.
У 21 столітті на тлі стрімкого зростання попиту в Бангладеш почався розвиток генеруючих потужностей на основі двигунів внутрішнього згоряння, які могли бути швидко змонтовані. Зокрема, у 2018 році у Даудканді почала роботу електростанція компанії Bangla Track. Вона має 154 генераторні установки Caterpillar — 99 XQ 2000 (3516B) потужністю по 1,4 МВт, 40 XQC1600 (3516C) з показниками по 1,5 МВт та 15 PM1360 (3512B) потужністю по 1,05 МВт. За договором із державною електроенергетичною корпорацією Bangladesh Power Development Board майданчик Bangla Track має гарантувати поставку 200 МВт електроенергії.
Як паливо використовують нафтопродукти, доставка яких здійснюється водним транспортом по річці Гоматі (ліва притока Мегхни), на правому березі якої знаходиться майданчик ТЕС. До комплексу станції входить сховище з резервуарами, розрахованими на зберігання 11 500 тонн палива.
Видача продукції відбувається по ЛЕП, розрахованій на роботу під напругою 132 кВ.